# УЕФА Лига младих
УЕФА Лига младих (оригинално име је УЕФА Лига шампиона до 19 година) је фудбалско такмичење за сениорске клубове у Европи организовано под окриљем УЕФА. Овде се такмиче тимови који се спремају за Лигу шампиона. Ово такмичење је слично Северно Америчкој Копа либертадорес до 20 година.

## Преглед
Прва сезона лиге је 2013/14. Игра се истим форматом као и Лига шампиона осим нокаут фазе која се игра као једна утакмица.
После пробног периода од две године, Лига младих је од сезоне 2015/16. стално европско такмичење. Лига је проширена са 32 на 64 учесника, тако да сада, осим 32 учесника сениорске Лиге шампиона, у такмичењу учествују и прваци домаћих омладинских лига. Млади тимови учесника Лиге шампиона се као и до сада такмиче по групама, победник групе иде у осмину финала док другопласирани иду  у плеј оф. Прваци домаћих лига се такмиче одмах по куп систему на две утакмице. Победници два кола иду у плеј оф, где играју са другопласиранима из групне фазе. Осам победника плеј офа иде у осмину финала.

## Финала
| Сезона   | Победник                                   | Резултат                                   | Поражени                                   | Полуфиналисти                              | Домаћин финала                             |
| -------- | ------------------------------------------ | ------------------------------------------ | ------------------------------------------ | ------------------------------------------ | ------------------------------------------ |
| 2013/14. | Барселона                                  | 3:0                                        | Бенфика                                    | Реал Мадрид и Шалке 04                     | Стадион Коловреј, Нион                     |
| 2014/15. | Челси                                      | 3:2                                        | Шахтјор Доњецк                             | Андерлехт и Рома                           | Стадион Коловреј, Нион                     |
| 2015/16. | Челси                                      | 2:1                                        | Пари Сен Жермен                            | Андерлехт и Реал Мадрид                    | Стадион Коловреј, Нион                     |
| 2016/17. | Ред бул Салцбург                           | 2:1                                        | Бенфика                                    | Барселона и Реал Мадрид                    | Стадион Коловреј, Нион                     |
| 2017/18. | Барселона                                  | 3:0                                        | Челси                                      | Манчестер Сити и Порто                     | Стадион Коловреј, Нион                     |
| 2018/19. | Порто                                      | 3:1                                        | Челси                                      | Барселона и Хофенхајм                      | Стадион Коловреј, Нион                     |
| 2019/20. | Реал Мадрид                                | 3:2                                        | Бенфика                                    | Ајакс и Ред бул Салцбург                   | Стадион Коловреј, Нион                     |
| 2020/21. | Отказано због пандемије ковида 19 у Европи | Отказано због пандемије ковида 19 у Европи | Отказано због пандемије ковида 19 у Европи | Отказано због пандемије ковида 19 у Европи | Отказано због пандемије ковида 19 у Европи |
| 2021/22. | Бенфика                                    | 6:0                                        | Ред бул Салцбург                           | Атлетико Мадрид и Јувентус                 | Стадион Коловреј, Нион                     |
| 2022/23. | АЗ Алкмар                                  | 5:0                                        | Хајдук Сплит                               | Милан и Спортинг Лисабон                   | Стадион Женева, Женева                     |
| 2023/24. | Олимпијакос                                | 3:0                                        | Милан                                      | Нант и Порто                               | Стадион Коловреј, Нион                     |
| 2024/25. | Барселона                                  | 4:1                                        | Трабзонспор                                | АЗ Алкмар и Ред бул Салцбург               | Стадион Коловреј, Нион                     |

## Успешност клубова
| Клуб             | Победник | Финалиста | Године када је клуб био победник | Године када је клуб био финалиста |
| ---------------- | -------- | --------- | -------------------------------- | --------------------------------- |
| Барселона        | 3        | 0         | 2014, 2018, 2025                 | —                                 |
| Челси            | 2        | 2         | 2015, 2016                       | 2018, 2019                        |
| Бенфика          | 1        | 3         | 2022                             | 2014, 2017, 2020                  |
| Ред бул Салцбург | 1        | 1         | 2017                             | 2022                              |
| Порто            | 1        | 0         | 2019                             | —                                 |
| Реал Мадрид      | 1        | 0         | 2020                             | —                                 |
| АЗ Алкмар        | 1        | 0         | 2023                             | —                                 |
| Олимпијакос      | 1        | 0         | 2024                             | —                                 |
| Шахтјор Доњецк   | 0        | 1         | —                                | 2015                              |
| Пари Сен Жермен  | 0        | 1         | —                                | 2016                              |
| Хајдук Сплит     | 0        | 1         | —                                | 2023                              |
| Милан            | 0        | 1         | —                                | 2024                              |
| Трабзонспор      | 0        | 1         | —                                | 2025                              |

## Успешност држава
| Држава    | Победници | Финалисти | Године клубова победника | Године клубова финалиста |
| --------- | --------- | --------- | ------------------------ | ------------------------ |
| Шпанија   | 4         | 0         | 2014, 2018, 2020, 2025   | —                        |
| Португал  | 2         | 3         | 2019, 2022               | 2014, 2017, 2020         |
| Енглеска  | 2         | 2         | 2015, 2016               | 2018, 2019               |
| Аустрија  | 1         | 1         | 2017                     | 2022                     |
| Холандија | 1         | 0         | 2023                     | —                        |
| Грчка     | 1         | 0         | 2024                     | —                        |
| Украјина  | 0         | 1         | —                        | 2015                     |
| Француска | 0         | 1         | —                        | 2016                     |
| Хрватска  | 0         | 1         | —                        | 2023                     |
| Италија   | 0         | 1         | —                        | 2024                     |
| Турска    | 0         | 1         | —                        | 2025                     |

## NextGen Series (претеча УЕФА Лиге младих)
| Сезона   | Победник   | Резултат           | Финалиста | Трећепласирани   | Резултат | Четвртопласирани | Стадион                       |
| -------- | ---------- | ------------------ | --------- | ---------------- | -------- | ---------------- | ----------------------------- |
| 2011/12. | Интер      | 1:1 (5:3 пеналима) | Ајакс     | Ливерпул         | 2:0      | Олимпик Марсељ   | Бризбејн роуд, Лондон         |
| 2012/13. | Астон Вила | 2:0                | Челси     | Спортинг Лисабон | 3:1      | Арсенал          | Стадион Ђузепе Синагаља, Комо |

### Успешност клубова
| Клуб       | Победник | Финалиста | Године када је клуб био победник | Године када је клуб био финалиста |
| ---------- | -------- | --------- | -------------------------------- | --------------------------------- |
| Интер      | 1        | 0         | 2012                             | —                                 |
| Астон Вила | 1        | 0         | 2013                             | —                                 |
| Ајакс      | 0        | 1         | —                                | 2012                              |
| Челси      | 0        | 1         | —                                | 2013                              |

### Успешност држава
| Држава    | Победници | Финалисти | Године клубова победника | Године клубова финалиста |
| --------- | --------- | --------- | ------------------------ | ------------------------ |
| Енглеска  | 1         | 1         | 2013                     | 2013                     |
| Италија   | 1         | 0         | 2012                     | —                        |
| Холандија | 0         | 1         | —                        | 2012                     |